# Ацетат никеля(II)
Ацета́т ни́келя(II) — неорганическое соединение, соль металла никеля и уксусной кислоты с формулой {\displaystyle {\ce {Ni(CH3COO)2}}}, зелёные кристаллы, растворяется в воде, образует кристаллогидраты состава {\displaystyle {\ce {Ni(CH3COO)2.2H2O}}} и {\displaystyle {\ce {Ni(CH3COO)2.4H2O}}}.
Используется в гальванотехнике, для протравы тканей.
Канцероген.

## Получение
Реакцией уксусной кислоты и двухвалентного гидроксида никеля:
{\displaystyle {\ce {Ni(OH)2 + 2CH3COOH -> Ni(CH3COO)2 + 2 H2O}}}.
Реакцией уксусной кислоты c карбонатом никеля(II):
{\displaystyle {\ce {NiCO3 + 2CH3COOH -> Ni(CH3COO)2 + CO2 ^ + H2O}}}.

## Физические свойства
Ацетат никеля(II) образует зелёные кристаллы. Рентгеноструктурным анализом установлено, что в кристалле тетрагидрата ацетата никеля атом никеля имеет октаэдрическую координационную структуру, связанный с четырьмя молекулами воды и двумя ацетатными лигандами.
Растворяется в воде, не растворяется в этаноле.
Образует кристаллогидрат состава состава {\displaystyle {\ce {Ni(CH3COO)2.2H2O}}} и более устойчивый и доступный {\displaystyle {\ce {Ni(CH3COO)2.4H2O}}}.

## Химические свойства
Водные растворы при нагревании гидролизуются:
{\displaystyle {\ce {Ni(CH3COO)2 + H2O ->[100\ ^{{\ce {o}}}{\ce {C}}] Ni(OH)2 v + 2CH3COOH}}}.
При нагревании свыше 250 °С разлагается, промежуточные продукты разложения карбид никеля и карбонат никеля, при полном разложении образуются оксид никеля(II) и металлический никель.
Кристаллогидраты можно перевести в безводной состояние в вакууме, при реакции с уксусным ангидридом или нагреванием.
Обладает свойствами, характерными для солей никеля. Например, вступление в реакции обмена, замещения и комплексообразования:
{\displaystyle {\ce {Ni(CH3COO)2 + H2S -> NiS v + 2CH3COOH}}}
{\displaystyle {\ce {Ni(CH3COO)2 + Zn -> Zn(CH3COO)2 + Ni}}}
{\displaystyle {\ce {Ni(CH3COO)2 + 4KCN -> K2[Ni(CN)4] + 2CH3COOK}}}